# Sceloporus cyanogenys
Espèce
Synonymes
- Sceloporus torquatus cyanogenys Cope, 1885
- Sceloporus serrifer cariniceps Martin, 1952
- Sceloporus serrifer cyanogenys Cope, 1885
- Sceloporus serrifer plioporus Smith, 1939

Sceloporus cyanogenys est une espèce de sauriens de la famille des Phrynosomatidae.

## Répartition
Cette espèce se rencontre :
- aux États-Unis dans le sud du Texas ;
- au Mexique dans le Coahuila, dans le Nuevo León et dans le Tamaulipas.

## Description

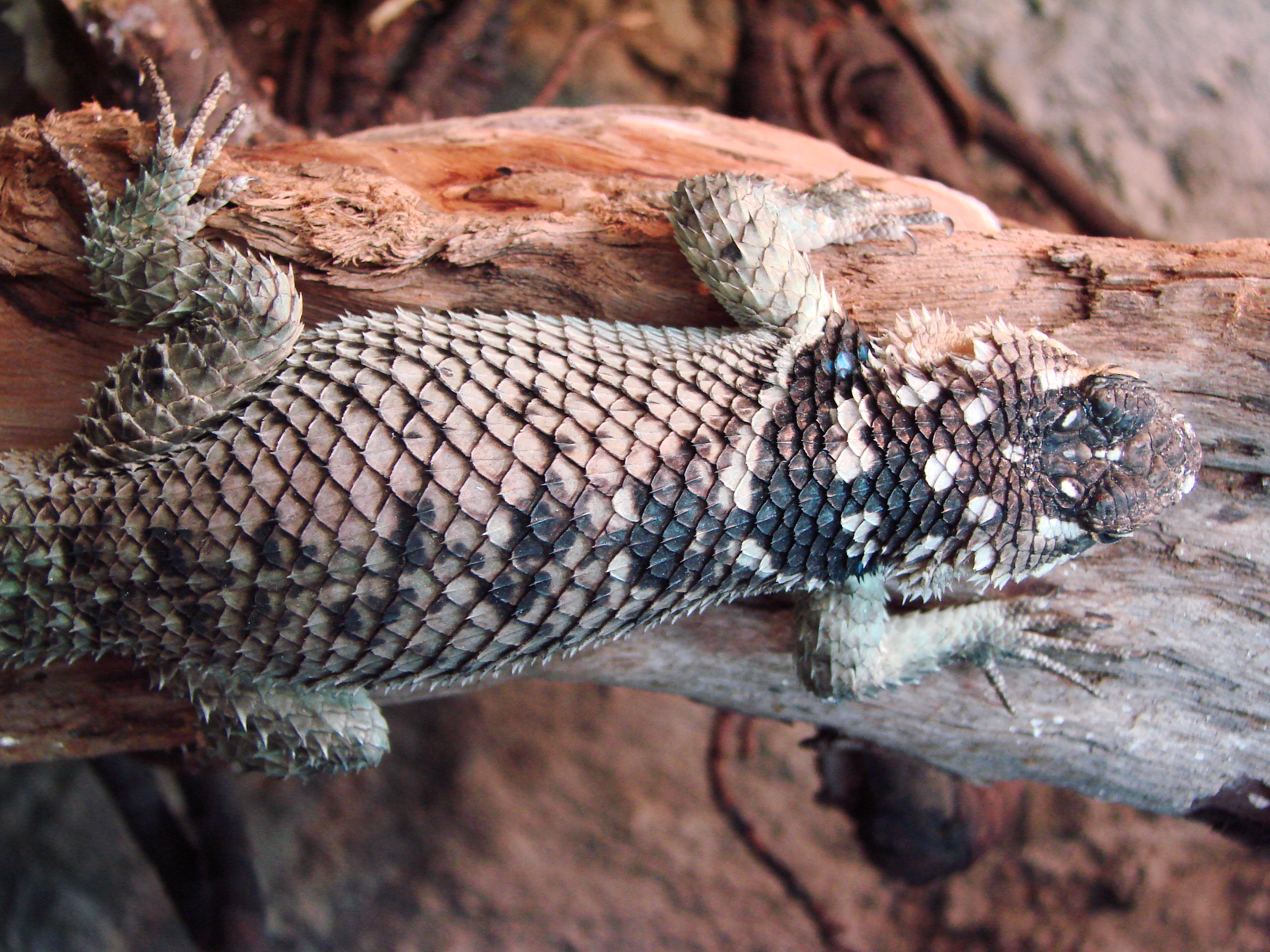
Vue dorsale, les écailles fortement carénées sont clairement visibles

Ses caractéristiques sont un large collier noir et blanc et ses écailles carénées. Il atteint de 25 à 30 centimètres de long à l'âge adulte. Leur couleur de base est brun, le ventre et la gorge sont bleu chez les mâles. Sa tête est large et aplatie. Les pattes postérieures sont plus longues que les pattes avant.
Le lézard bleu épineux est ovovivipare, la femelle donne naissance de 6 à 18 jeunes.

## Étymologie
Le nom spécifique cyanogenys vient du latin cyaneus, bleu azur, et du grec genys, la mâchoire, le menton, en référence à la gorge bleue des mâles de cette espèce.

## Publications originales
- Cope, 1885 : A contribution to the herpetology of Mexico. Proceedings of the American Philosophical Society, vol. 22, p. 379-404 (texte intégral).
- Smith, 1939 : The Mexican and Central American lizards of the genus Sceloporus. Field Museum of Natural History, Zoological series, vol. 26, p. 1-397 (texte intégral).